# Trảng Bom (district)
Trảng Bom is een district in de Vietnamese provincie Đồng Nai. Het ligt ongeveer 50 kilometer ten noorden van Ho Chi Minhstad en ongeveer 30 kilometer ten oosten van de stad Biên Hòa. De oppervlakte van het district bedraagt 326,11 km² en heeft volgens de statistieken in 2009 197.510 inwoners. Dit komt neer op een bevolkingsdichtheid van 606 inwoners per km². Trảng Bom ligt in het zuidoosten, wat ook wel Dông Nam Bô wordt genoemd.

## Economie
In het district ligt de Quốc lộ 1A, wat een onderdeel is van de AH1. Deze rijksweg heeft ervoor gezorgd, dat het district Trảng Bom een belangrijke positie inneemt in de economische ontwikkeling van Đồng Nai. Zo zijn er industrieterreinen gebouwd in  Hố Nai 3, Sông Mây en Bầu Xéo. Hierdoor is het gemiddelde jaarinkomen van Trảng Bom het hoogste van de provincie, ongeveer 980 US$ per jaar. Het is de bedoeling, dat de plaats Trảng Bom vanaf 2015 het economische hart gaat vormen van de provincie.

## Geografie
Trảng Bom ligt ten oosten van Biên Hòa. Het heeft goede verbindingen met Ho Chi Minhstad en ook de Spoorlijn Hanoi - Ho Chi Minhstad ligt in het district. Ook is er een rijksweg naar het Internationale Luchthaven Long Thành in het district Long Thành. In het zuiden en het oosten grenst Trảng Bom aan het district Thống Nhất. In het westen grenst het aan de provinciehoofdstad Biên Hòa. In het noorden grenst het aan het district Vĩnh Cửu.
Het district Trảng Bom kent 16 xã's:
- An Viễn
- Bàu Hàm 1
- Bắc Sơn
- Bình Minh
- Cây Gáo
- Đông Hòa
- Đồi 61
- Giang Điền
- Hố Nai 3
- Hưng Thịnh
- Quảng Tiến
- Sông Thao
- Sông Trầu
- Tây Hòa
- Thanh Bình
- Trung Hòa

## Bevolking
Trảng Bom is een dichtbevolkt district in de provincie Đồng Nai. Door de aantrekkende economie in de provincie zijn er veel migranten uit het noorden van Vietnam.